# Lekkoatletyka na Letnich Igrzyskach Olimpijskich 2020 – bieg na 100 m przez płotki kobiet
Bieg na 100 m przez płotki kobiet był jedną z konkurencji lekkoatletycznych rozgrywanych podczas igrzysk olimpijskich w Tokio.
Wystartowało 40 zawodniczek z 28 krajów.

## Terminarz
Godziny rozpoczęcia podane są w czasie tokijskim.
| Data                          | Godzina |           |
| ----------------------------- | ------- | --------- |
| Sobota, 31 lipca 2021         | 10:45   | Runda 1   |
| Niedziela, 1 sierpnia 2021    | 19:45   | Półfinały |
| Poniedziałek, 2 sierpnia 2021 | 11:50   | Finał     |

## Rekordy
|                   | Zawodnik        | Wynik   | Miejsce | Data            |
| ----------------- | --------------- | ------- | ------- | --------------- |
| Rekord świata     | Kendra Harrison | 12,20 s | Londyn  | 22 lipca 2016   |
| Rekord olimpijski | Sally Pearson   | 12,35   | Londyn  | 7 sierpnia 2012 |

## Runda 1
Rozegrano 5 biegów eliminacyjnych. Do półfinału awansowały 4 pierwsze zawodniczki z każdego biegu oraz 4 z najlepszymi czasami.

### Bieg 1
| Poz. | Zawodniczka         | Reprezentacja     | Czas  | Uwagi |
| ---- | ------------------- | ----------------- | ----- | ----- |
| 1.   | Andrea Vargas       | Kostaryka         | 12,71 | Q     |
| 2.   | Nadine Visser       | Holandia          | 12,72 | Q     |
| 3.   | Gabriele Cunningham | Stany Zjednoczone | 12,83 | Q     |
| 4.   | Cindy Sember        | Wielka Brytania   | 13,00 | Q     |
| 5.   | Chen Jiamin         | Chiny             | 13,09 |       |
| 6.   | Reetta Hurske       | Finlandia         | 13,10 |       |
| 7.   | Ayako Kimura        | Japonia           | 13,25 |       |
| 8.   | Ricarda Lobe        | Niemcy            | 13,43 |       |

### Bieg 2
| Poz. | Zawodniczka       | Reprezentacja     | Czas  | Uwagi |
| ---- | ----------------- | ----------------- | ----- | ----- |
| 1.   | Kendra Harrison   | Stany Zjednoczone | 12,74 | Q     |
| 2.   | Liz Clay          | Australia         | 12,87 | Q     |
| 3.   | Luminosa Bogliolo | Włochy            | 12,93 | Q     |
| 4.   | Elwira Hierman    | Białoruś          | 12,95 | Q     |
| 5.   | Mulern Jean       | Haiti             | 12,99 | q     |
| 6.   | Ebony Morrison    | Liberia           | 13,00 | q     |
| 7.   | Sarah Lavin       | Irlandia          | 13,16 |       |
| 8.   | Laura Valette     | Francja           | 14,52 |       |

### Bieg 3
| Poz. | Zawodniczka        | Reprezentacja | Czas  | Uwagi |
| ---- | ------------------ | ------------- | ----- | ----- |
| 1.   | Tobi Amusan        | Nigeria       | 12,72 | Q     |
| 2.   | Yanique Thompson   | Jamajka       | 12,74 | Q     |
| 3.   | Pia Skrzyszowska   | Polska        | 12,75 | Q     |
| 4.   | Devynne Charlton   | Bahamy        | 12,84 | Q     |
| 5.   | Annimari Korte     | Finlandia     | 13,06 |       |
| 6.   | Marthe Koala       | Burkina Faso  | 13,11 |       |
| 7.   | Masumi Aoki        | Japonia       | 13,59 |       |
| 8.   | Elisavet Pesiridou | Grecja        | DNF   |       |

### Bieg 4
| Poz. | Zawodniczka         | Reprezentacja     | Czas  | Uwagi |
| ---- | ------------------- | ----------------- | ----- | ----- |
| 1.   | Britany Anderson    | Jamajka           | 12,67 | Q     |
| 2.   | Christina Clemons   | Stany Zjednoczone | 12,91 | Q     |
| 3.   | Luca Kozák          | Węgry             | 12,97 | Q     |
| 4.   | Pedrya Seymour      | Bahamy            | 13,04 | Q     |
| 5.   | Elisa Di Lazzaro    | Włochy            | 13,08 |       |
| 6.   | Teresa Errandonea   | Hiszpania         | 13,15 |       |
| 7.   | Ketiley Batista     | Brazylia          | 13,40 |       |
| -    | Cyréna Samba-Mayela | Francja           | DNS   |       |

### Bieg 5
| Poz. | Zawodniczka           | Reprezentacja   | Czas  | Uwagi |
| ---- | --------------------- | --------------- | ----- | ----- |
| 1.   | Jasmine Camacho-Quinn | Portoryko       | 12,41 | Q     |
| 2.   | Megan Tapper          | Jamajka         | 12,53 | Q     |
| 3.   | Anne Zagré            | Belgia          | 12,83 | Q     |
| 4.   | Tiffany Porter        | Wielka Brytania | 12,85 | Q     |
| 5.   | Asuka Terada          | Japonia         | 12,95 | q     |
| 6.   | Klaudia Siciarz       | Polska          | 12,98 | q     |
| 7.   | Zoë Sedney            | Holandia        | 13,03 |       |
| 8.   | Ditaji Kambundji      | Szwajcaria      | 13,17 |       |
| 9.   | Ana Camila Pirelli    | Paragwaj        | 13,98 | SB    |

## Półfinały
Do finału awansowały  dwie pierwsze zawodniczki z każdego biegu oraz dwie z najlepszymi czasami.

### Bieg 1
| Poz. | Zawodniczka       | Reprezentacja     | Czas  | Uwagi |
| ---- | ----------------- | ----------------- | ----- | ----- |
| 1.   | Tobi Amusan       | Nigeria           | 12,62 | Q     |
| 2.   | Devynne Charlton  | Bahamy            | 12,66 | Q     |
| 3.   | Andrea Vargas     | Kostaryka         | 12,69 | SB    |
| 4.   | Christina Clemons | Stany Zjednoczone | 12,76 |       |
| 5.   | Klaudia Siciarz   | Polska            | 12,84 | SB    |
| 6.   | Asuka Terada      | Japonia           | 13,06 |       |
| -    | Luca Kozák        | Węgry             | DNF   |       |
| -    | Yanique Thompson  | Jamajka           | DNF   |       |

### Bieg 2
| Poz. | Zawodniczka       | Reprezentacja     | Czas  | Uwagi |
| ---- | ----------------- | ----------------- | ----- | ----- |
| 1.   | Britany Anderson  | Jamajka           | 12,40 | Q     |
| 2.   | Kendra Harrison   | Stany Zjednoczone | 12,51 | Q     |
| 3.   | Liz Clay          | Australia         | 12,71 | PB    |
| 4.   | Luminosa Bogliolo | Włochy            | 12,75 | NR    |
| 5.   | Tiffany Porter    | Wielka Brytania   | 12,86 |       |
| 6.   | Pia Skrzyszowska  | Polska            | 12,89 |       |
| 7.   | Mulern Jean       | Haiti             | 13,09 |       |
| 8.   | Pedrya Seymour    | Bahamy            | 13,09 |       |

### Bieg 3
| Poz. | Zawodniczka           | Reprezentacja     | Czas  | Uwagi |
| ---- | --------------------- | ----------------- | ----- | ----- |
| 1.   | Jasmine Camacho-Quinn | Portoryko         | 12,26 | Q     |
| 2.   | Megan Tapper          | Jamajka           | 12,62 | Q     |
| 3.   | Nadine Visser         | Holandia          | 12,63 | q     |
| 4.   | Gabriele Cunningham   | Stany Zjednoczone | 12,67 | q     |
| 5.   | Elwira Hierman        | Białoruś          | 12,71 |       |
| 6.   | Ebony Morrison        | Liberia           | 12,74 | NR    |
| 7.   | Cindy Sember          | Wielka Brytania   | 12,76 |       |
| 8.   | Anne Zagré            | Belgia            | 12,78 | SB    |

## Finał
| Poz. | Zawodniczka           | Reprezentacja     | Czas  | Uwagi |
| ---- | --------------------- | ----------------- | ----- | ----- |
| 1.   | Jasmine Camacho-Quinn | Portoryko         | 12,37 |       |
| 2.   | Kendra Harrison       | Stany Zjednoczone | 12,52 |       |
| 3.   | Megan Tapper          | Jamajka           | 12,55 |       |
| 4.   | Tobi Amusan           | Nigeria           | 12,60 |       |
| 5.   | Nadine Visser         | Holandia          | 12,73 |       |
| 6.   | Devynne Charlton      | Bahamy            | 12,74 |       |
| 7.   | Gabriele Cunningham   | Stany Zjednoczone | 13,01 |       |
| 8.   | Britany Anderson      | Jamajka           | 13,24 |       |